# مايا تيواري
مايا تيواري (بالإنجليزية: Maya Tiwari)‏ (ولدت في 16 إبريل عام 1952 في قرية بليفربول تدعي غيانا) وهي ناشطة في المجال الإنساني وقائدة للسلام العالمي ومؤلفة. ويطلق عليها إيضًا «الأم مايا» حيث تعمل معملة دولية في مؤسسة أيورفيدا، إلي جانب كونها ناشطة في مجال الصحة.بالإضافة إلي ذلك، أسست مايا مدرسة الأرض الحكيمة التابعة لمؤسسة أيورفيدا وبعثة الأم «أوم».

## السيرة الذاتية
ولدت مايا تيواري في غيانا وهي أبنة بانديت بهاجوان رامبراساد تيواري أحد القساوسة البراهمة الذي تنحدر عائلته في الأصل من لكهنؤ بالهند. وبعد ذلك، أصبحت مايا مصممة أزياء في مدينة نيويورك في سن الثامنة عشر. كان البوتيك الخاص بها والذي كان يحمل أسمها «مايا» يعد أحد المتاجر الرئيسة في 773 شارع ماديسون بمدينة نيويورك، حيث كان من بين عملائها جاكلين كينيدي والأميرة ديانا ونورييف وباتي لابيل إلي جانب العديد من المشاهير. برزت تصاميمها في متاجر مثل برجدورف جودمان وهنري بيندل وساكس فيفث أفينيو إلي جانب متجر هارودز في الممكلة المتحدة.
في عامها الخامس والعشرين أستطاعت مايا أن تنجو بعد رحلة طويلة أمتدت لخمس سنوات مع سرطان المبيض. «بعد تشخيص حالتها علي أنها سوف تعيش ستة أشهر فقط، قررت مايا العودة إلي أحضان الطبيعة لتعيش في كوخ بغابات فيرمونت.وهي بذلك قررت العودة إلي أسلافها الهنود ذوي الجذوز الايورفيدية ووظفت الأعشاب والتغذية والتأمل والغناء واليوجا لتشفي نفسها جسديًا وروحيًا»  
ومن ذلك الحين، بدأت مايا تدرس الفيدا واللغة السنسكريتية واليوجا والأيورفيدا.قضت تيواري 3 أعوام بمؤسسات آرشا فيديا جوروكولام للتعاليم الفيدية (Arsha Vidya Gurukulam) بسايلورزبرج (Saylorsburg)، ببنسلفينيا (PA). ثم انتقلت لمركز دياناندا آشرم (Dayananda Ashram)، بموطنها الأم ريشيكش (Rishikesh)، حيث نالت مرتبة راهبة فيدية من معلمها، دياناندا ساراسفاتي (Dayananda Sarasvati).
في عام 1981، أسست مايا مدرسة الأرض الحكيمة للأيورفيدا وهي المدرسة الأولي المتخصصة في دراسات الأيورفيدا في أمريكا الشمالية وذلك بناءً علي معرفتها بالفيدا.

في عيد الأم عام 1981، أسست مايا «بعثة الأم أوم» وهي منظمة غير ربحية توفر تعليم الأيورفيدا وتقدم خدمات للمجتعات الصغيرة المعرضة للخطر في المدن الداخلية بنيويورك وغيانا.
في ديسمبر 2009، كانت مايا تيواري متحدثة متميزة في برلمان أديان العالم في ملبورن، أستراليا.
في عام 2010، تخلت مايا تيواري عن حياتها الرهبانية ولقبها التشريفي (قداسة الراهبة سوامي ماياتياناندا) حتى تكون كما أملت في نفسها: «أن أكون أكثر بساطة وقربًا ممن يحتاجون المساعدة» 
وفي أكتوبر عام 2016، كانت مايا تيواري ضيفة الافتتاح في البرنامج الإذاعي «فَتَح صحتك»، حيث سجلت سلسلة من أربع مقابلات عن رحلتها للشفاء السرطان.

## برنامج ماندالا للسلام الداخلي
من ضمن برامج الشفاء التي تقدمها تيواري برنامج «ماندالا السلام» برنامج تقود فيه المئات من الأفراد حول العالم لصناعة رمز ماندالا باستخدام البذور والحبوب «للمساعدة في خلق انسجام داخلي عبر الترابط مع بذور الطبيعة، التي تذكرنا بالعافية والمحبة». يهدف برنامج ماندالا السلام «لإعادة إحياء الذاكرة الإنسانية للانسجام الداخلي، وتنشيط الوعي الضروري للتنسيق مع أمنا الطبيعة والاحتفال بهداياها الغالية للإنسانية. فالعيش وفقًا لمبدأ الآهيسما (أي عدم أذية الأخر والتعاطف معه) يجلب الوعي بضرورة حفظ ذاكرة البذور للطبيعة، وكذلك الشعور الإنساني، وسلامة أمنا الطبيعة». وقد عرضت في حدث «غواية الروح» للتأمل لديباك شوبرا بتورنتو، كندا، في أغسطس 2014، حيث قادت الحاضرين من خلال صناعة ماندالات السلام.

## جولة الآهيسما الحية للسلام العالمي ويمين الآهيسما
في ديسمبر 2009، في برلمان أديان العالم في ملبورن، بأستراليا، بدأت مايا تيواري جولة الآهيسما الحية للسلام العالمي، وسافرت إلى العديد من الدول لتقود الناس في حلف اليمين لمبدأ الآهيسما، وهو ما يعني عدم إيذاءالأخر أو السلام.(كان مهاتما غاندي أحد أهم الشخصيات الرئيسية التي روجت لمبدأ الآهيسما بوصفه وسيلة لإحداث التغيير.) وتهدف جولة جولة الآهيسما الحية للسلام العالمي إلي «غرس الوئام وعدم العنف في الفكر والقول والفعل، بهدف شفاء الأفراد وحماية أمن الأرض والعالم.» وتصرح تيواري قائلة «إن العالم لا يمكن أن يولد السلام حتى نكتشف نحن بوصفنا أفراد... حالة من الانسجام الداخلي بداخلنا». اعتبارا من شهر سبتمبر عام 2014، تكون مايا تيواري قدأتمت ست سنوات خلال جولتها للسلام العالمي.ويذكر أن 154665 شخص قد حلفوا يمين الآهيسما.

وقد نشرت جريدة الهندوسية اليوم مايلي «إن بعثة الآهيسما الحية فراتا تجعل روح اللاعنف واقعًا ملموسًا للأفراد [...] ويمكن إتخاذ العهد شخصيًا أو عبر الإنترنت.ويلزم إيضًا التأمل لمدة ثلاثين دقيقة مرتين يوميًا بوصفه ركن رئيسي في العهد. وترديد الأوم 108 مرة، مرتين، تليها التأمل في الآيات الهندوسية الفيدية الرئيسية.»
تقوم مناهج التعليم بمدرسة الأرض الحكيمة التابعة لمؤسسة الأيورفيدا علي العلم بمبدأ تيواري للشفاء بالطب الداخلي. وتقول تيواري أن «الشفاء بالطب الداخلي يرتكز على مفهوم أن كل واحد منا لديه القدرة على شفاء نفسه.» والجزءالأساسي من تعاليم تيواري هو مبدأ الذاكرة الكونية، والذي يشير إلى تحقيق الشفاء من خلال الذكريات الجماعية الخالدة من جميع الأنواع وأشكال الحياة في الكون.

## الإعتراف الرسمي
• تلقت مايا تيواري جائزة Dhanvantari الدولية في عام 2011 للعمل في مجال التعليم الأيورفيدا.
• تلقت مايا تيواري جائزة ريشي AAPNA للعمل المتميز في الأيورفيدا.
• مُنحت مايا تيواري لقب «زعيمة السلام العالمي» من قبل برلمان أديان العالم 2009.
• حصل كتاب مايا تيواري مسار الممارسة علي جائزة نوتيلوس.

## الكتب والتسجيلات
• الأيورفيدا: حياة التوازن (هيلنج أرت برس، 1994 ISBN 978-0-89281-490-9)
• الأيورفيدا: أسرار الشفاء (لوتس برس، 1995 ISBN 978-0-914955-15-3)
• مسار الممارسة: كتاب امرأة للشفاء بالغذاء والنفحات والصوت (كتب بلنتين، 2000 (الطبعة الأولي) ISBN 978-0-345-43030-4).
• دارشانا: إنشاد الفيدية للممارسة اليومية (الأم أوم للصوتيات،2004 ASIN B000MTLZDA).
• قوة المرأة للشفاء: من خلال الطب الداخلي (الأم أوم للإعلام،2007 ISBN 978-0-9793279-0-2).
• نظام الآهيسما الحية الغذائي: مغذي الحب والحياة (الأم أوم للإعلام،2012 ISBN 978-0979327926).
• الحب ! الوحي اليومي للشفاء (لوتس برس،2012 ISBN 978-0979327933).